# Хренов, Иван Иванович
Ива́н Ива́нович Хре́нов (1901—1955) — передовик советского сельского хозяйства, председатель колхоза «Труд» Загорского района Московской области, Герой Социалистического Труда (1949).

## Биография
Родился в 1901 году в деревне Гальнево Сергиевского уезда Московской губернии. Член КПСС.
В 1920—1955 — крестьянин, активный участник коллективизации в Московской области, организатор сельскохозяйственной артели «Труд», председатель колхоза «Труд» Загорского района Московской области.
Указом Президиума Верховного Совета СССР от 4 марта 1949 года присвоено звание Героя Социалистического Труда с вручением ордена Ленина и золотой медали «Серп и Молот».
Умер в деревне Гальнево в 1955 году.